# Cândești-Vale, Dâmbovița
Cândești-Vale este satul de reședință al comunei Cândești din județul Dâmbovița, Muntenia, România.
 Acest articol despre o localitate din județul Dâmbovița este deocamdată un ciot. Puteți ajuta Wikipedia prin completarea lui.